# Les Trois Chevaliers : Le Coup du cavalier
Série
Les Trois Chevaliers : Sur des rivages lointains
(2012) Les Trois Chevaliers et le Roi des mers
(2017)
Pour plus de détails, voir Fiche technique et Distribution.
Les Trois Chevaliers : le coup du cavalier (Три богатыря. Ход конём, Tri bogatyria : khod koniom) est un film d'animation russe de Constantin Feoktistov, sorti en 2015.

## Fiche technique
- Titre original : Три богатыря. Ход конём, Tri bogatyria : khod koniom
- Titre français : Les Trois Chevaliers : le coup du cavalier
- Réalisation : Constantin Feoktistov
- Scénario : Aleksandre Boyarskiy, Svetlana Satchenko
- Musique : Mikhail Chertishchev
- Pays d'origine : Russie
- Format : Couleurs - 35 mm - 1,85:1 - Dolby Digital
- Genre : action, animation, aventure, fantasy
- Durée : 74 minutes
- Date de sortie :
  - Russie : 1er janvier 2015

## Distribution

### Voix originales
- Dmitri Bykovski-Romachov : Ilya Mouromets
- Valeri Soloviov : Dobrynia Nikititch
- Oleg Koulikovitch : Aliocha Popovitch
- Sergueï Makovetski : le prince de Kiev

## Distinction
- 14e cérémonie des Aigles d'or : meilleur film d'animation